# Zénon Bacq
Zénon Marcel Bacq (* 31. Dezember 1903 in La Louvière, Hennegau; † 12. Juli 1983 in Fontenoy, Antoing, Hennegau) war ein belgischer Strahlenbiologe, der mit dem renommierten Francqui-Preis und dem Prix Émile Cornez ausgezeichnet wurde.

## Leben
Nach dem Schulbesuch studierte Bacq Medizin an der Université libre de Bruxelles (ULB) und schloss dieses Studium 1927 mit einem Doktor der Medizin ab. Nach einem einjährigen Forschungsaufenthalt von 1929 bis 1930 an der Harvard University war er zwischen 1931 und 1939 als Wissenschaftler am Fonds national de la recherche scientifique (FNRS) tätig und wurde darüber hinaus 1933 Assoziierter Professor an der Universität Lüttich. In seinen Forschungen befasste er sich mit Themen wie Physiologie, Pathologie, Pharmakologie und Strahlenbiologie.
1944 übernahm er schließlich eine ordentliche Professur an der Universität Lüttich und erwarb sich auch international den Ruf als Fachmann für Physiologie. In seinen Forschungen beschäftigte er sich ferner mit den chemischen Übertragungen von Nervenimpulsen und entdeckte Möglichkeiten des chemischen Schutzes vor ionisierenden Strahlungen.
Bacq, der auch Präsident der Belgischen Ärztevereinigung war, wurde 1948 mit dem Francqui-Preis, dem wichtigsten Wissenschaftspreis Belgiens ausgezeichnet. Darüber hinaus erhielt er 1959 den nach Émile Cornez benannten Prix de la Fondation Émile Cornez der Fakultät für Medizin und Pharmazie der Universität Mons-Hainaut. Die Auszeichnungen wurden ihm wegen seiner zahlreichen wichtigen Beiträge zur Physiologie und zur Pharmakologie des vegetativen Nervensystems, zur Tierphysiologie, zum Studium der Sensibilatoren im Kalium und zur Toxikologie von Kampfgasen verliehen.
Er wurde als einer der Begründer der vergleichenden Pharmakologie betrachtet und engagierte sich auch für die Interessen der Wallonischen Region. Er war nicht nur Mitglied der Vereinigung zur Förderung des Geisteslebens und der Kunst in Wallonien (Association pour le Progrès intellectuel et artistique de la Wallonie), sondern nahm im Oktober 1955 auch als Mitglied des Ständigen Ausschusses des Zweiten Wallonischen Kulturkongresses teil. Außerdem engagierte er sich im 1956 gegründeten Kulturzentrum Walloniens.
Bacq war darüber hinaus zwischen 1970 und 1979 Präsident der Association pour la Diffusion des Sciences (ADS), einer Vereinigung ohne Gewinnerzielungsabsicht zur Förderung der Wissenschaften und von Veröffentlichungen in den Gebieten der Medizin und Naturwissenschaften. 1958 wurde er als ausländisches Mitglied in die damalige Akademie der Wissenschaften der UdSSR aufgenommen. 1962 wurde er korrespondierendes und 1971 ordentliches Mitglied der Königlichen Akademie der Wissenschaften und Schönen Künste von Belgien.

## Veröffentlichungen
- Grundlagen der Strahlenbiologie, Stuttgart 1958
- Ions alcalino-terreux. 1. Systèmes isolés, 1963
- Ions alcalino-terreux. 2. Organismes entiers, 1964
- Cell-bound Immunity with special reference to anti-lymphocyte serum and immunotherapy of cancer, Mitautor A. Castermans, Lüttich 1967
- Chemical transmission of nerve impulses: a historical sketch, Oxford 1975